# Варшава-Влохи (станція)
Варшава-Влохи (пол. Warszawa Włochy) — відділення з пасажирською станцією польської державної залізниці, розташована у Варшаві, так званий вузол Лодзької залізниці. Відповідно до класифікації PKP відносять до категорії агломераційної станції. Зі станції Варшава-Влохи можна дістатися електропоїздами, наприклад, до Середмістя столиці, Отвоцькa, Пілави, Скерневиць, Ловичa та Сохачевa.

## З'єднання
| Лінія | Оператор                | Маршрут                                                                       |
| ----- | ----------------------- | ----------------------------------------------------------------------------- |
| KM1   | Мазовецька залізниця    | Варшава-Східна — Варшава-Влохи — Гроджиськ-Мазовецький — Жирадув — Скерневиці |
| KM3   | Мазовецька залізниця    | Варшава-Східна — Варшава-Влохи — Блонє — Сохачев — Ловіч — Кутно              |
| S1    | Швидка міська залізниця | Прушкув — Варшава-Влохи — Варшава-Середмістя — Отвоцьк                        |

Зупинка має дві платформи:
- платформа 1, шлях IV зі станції Варшава-Урсус до Варшави-Західної;
- платформа 2, шлях II зі станції Варшава-Урсус-Північний до Варшави-Західної і шлях III зі станції Варшава-Західна до станцій Варшава-Урсус і Варшава-Урсус-Північний.